# Conferência de Genebra (1976)
A Conferência de Genebra (28 de outubro - 14 de dezembro de 1976) ocorreu em Genebra, Suíça, durante a Guerra Civil da Rodésia na antiga Rodésia. Realizado sob mediação britânica, seus participantes foram o governo não reconhecido da Rodésia, liderado por Ian Smith, e vários partidos nacionalistas negros rivais da Rodésia: o Conselho Nacional Africano, liderado pelo Bispo Abel Muzorewa; a Frente de Libertação do Zimbábue, liderada por James Chikerema; e uma joint "Frente Patriótica", composta pela União Nacional Africana do Zimbábue de Robert Mugabe e o União do Povo Africano do Zimbábue liderada por Joshua Nkomo. O objetivo da conferência era tentar chegar a um acordo sobre uma nova constituição para a Rodésia e, ao fazê-lo, encontrar uma maneira de acabar com a Guerra Civil da Rodésia entre o governo e os guerrilheiros comandados por Mugabe e Nkomo, respectivamente.
A Conferência de Genebra teve suas origens na política de "détente" da África do Sul instituída no final de 1974, e mais diretamente na iniciativa de paz liderada pelo Secretário de Estado dos Estados Unidos, Henry Kissinger, no início de 1976. Depois que o plano de Kissinger foi rejeitado pelo nacionalistas, conversas foram organizadas em Genebra pela Grã-Bretanha para tentar salvar um acordo. Os procedimentos começaram em 28 de outubro de 1976, oito dias atrasado, e foram presididos por um mediador britânico, Ivor Richard, que ofendeu ambas as delegações antes mesmo de a conferência começar. Quando Richard leu uma declaração de abertura do primeiro-ministro britânico James Callaghanque se referiu ao país como "Zimbábue", os nacionalistas ficaram um tanto aplacados, enquanto a equipe de Smith foi insultada ainda mais. Pouco progresso foi feito durante as discussões dos dois lados, fazendo com que a conferência fosse adiada indefinidamente em 14 de dezembro de 1976. Ela nunca foi recomeçada.